# Ilhas Koster
As ilhas Koster (em sueco:  Kosteröarna;  pronúncia) são duas ilhas no Escagerraque a oeste de Strömstad, Suécia: a ilha Koster Sul (Sydkoster) com 8 km² e a ilha Koster Norte (Nordkoster) com 4 km². 
Contam com 300 habitantes permanentes, 240 deles na ilha Sul. A ilha Sul tem vegetação e a norte é rochosa. Muito turísticas, constituem as ilhas suecas habitadas mais ocidentais. São referidas no poema "An Eluardian Instance" de Of Montreal.